# Vasile Cojocaru
Vasile Cojocaru (n. 21 septembrie 1932, comuna Baraboi, județul Bălți (azi raionul Rîșcani), Republica Moldova - d. 2 ianuarie 2012, Chișinău, Republica Moldova), a fost grafician, pictor și artist plastic, membru al Uniunii Artiștilor Plastici din Republica Moldova (UAP).

## Date bibliografice
Își face studiile la Colegiul Republican de Arte Plastice ”Al. Plămădeală”, Chișinău (1960), în clasa profesorilor Rostislav Ocușco, Ion Jumati, Grigore Vașcenco, Ada Zevin.
Între anii 1960-1961 este colaborator științific la Muzeul Național de Arte Plastice al Republicii Moldova, Chișinău. 
1964 -  pînă în 2012, participant la majoritatea expozițiilor de artă plastică organizate de UAP și Ministerul Culturii, RM
În 1969 a fost titularizat membru al Uniunii Artiștilor Plastici din Republica Moldova (UAP). Este decernat cu medalia "Meritul Civic" în același an. La începutul anilor '60, Vasile Cojocaru s-a afirmat pe tărâmul artei cu niște lucrări grafice de o valoare incontestabilă, ca apoi să osileze spre pictură. Lucrările sale sunt o prezență constantă în cadrul „Saloanelor Moldovei” organizate începând cu 1991 la Chișinău, Bacău (România). Este decernat cu Premiul Editurii Humanitas - 1997, la Expoziția-Concurs de Artă Plastică Contemporană "Saloanele Moldovei", ediția a VII-a, Bacău (România) - Chișinău (RM). În 1997 este desemnat graficianul anului, premiu acordat de Uniunea Artiștilor Plastici. În pragul celei a șaptezecea toamne, plasticianul Vasile Cojocaru organizează o nouă expoziție aniversară la Centrul Expozițional „Constantin Brâncuși”. În cadrul expoziției au fost prezentate 95 de lucrări, 17 dintre ele reprezentând lucrări grafice, iar restul pictură.   Eveniment despre care Sofia Bobernagă scrie: „E încântător să urmărești toată suprafața tabloului se reprezintă o țesătură de pensulație vibrantă și densă, tip goblen, care e în stare să-ți dea o revelație feerică („Toamna la margine de sat”, „Porțile”, „Pe meleagurile Hușilor”, „Vetre strămoșești. Sighetul Marmației”).”

## Aprecieri critice
„Vasile Cojocaru este un maestru amplu și generos, cu o înclinație vădită spre elementul constructiv. Se complace în a inventa forme cu un colorit de tonuri roșietice și dure, împrospătate pe alocuri cu sclipiri de un cobalt pur. Pictează cu predilecție peisaje și flori, dacă vorbim despre pictura în ulei. Iar în grafică, pe care o practică la aceeași cotă cu pictura, se dedică și portretului. Deși dezvoltă un număr restrîns de teme, reînnoiește la fiecare reluare a subiectului, punerea în scenă și efectele picturale. Forța lui interioară creează imagini viguroase capabile să releve forme consistente.[...]”
Sofia BOBERNAGĂ, critic de artă 
„Întreaga creație a plasticianului se divizează în două mari segmente temporale, perioade în care artistul realizează opere valoroase mai întîi în tehnicile graficii de șevalet (anii ’60 - mijlocul anilor ’80), ca mai apoi să-și îndrepte efortul creator spre valorificarea picturii în ulei, gen în care Vasile Cojocaru atinge virtuozitatea în mînuirea mijloacelor tehnice și profunzimea analitică în procesul de operare cu mijloacele plastice ale picturii.”
Constantin Spînu, doctor în studiul artelor 
„Cultivînd o pictură de factură postimpresionistă, Vasile Cojocaru fixează pe pînză farmecul și pitorescul peisajului rural, al naturii statice. El descoperă valențele lirice ale unor întinderi nesfîrșite, cu orizonturi deschise, sau ale unor colțuri intime de pădure, margini de sat, sau măreția munților din Transilvania. Pictorul utilizează atît acorduri din registrele joase ale gamei, cît și intensa strălucire a tonurilor înalte. Adînca afinitate sufletească a pictorului cu lumea plină de culoare a satului de baștină pare a fi acea sursă abundentă de energie care îi alimentează creația.[...]”
Eleonora Barbas, doctor în studiul artelor 
„[...] În timp ce unii artiști se ambiționează să descopere ordinea în haos, Vasile Cojocaru se mulțumește să descopere haosul în... ordine, neobișnuitul în obișnuit, sacrul în profan, reușește să ne îmbie pe niște cărări tăinuite care ne duce de la cunoscut spre... necunoscut.[...]”
Mihai-Ștefan Poiată, publicist, scenarist și scriitor român 

## Lucrări - selecție
O colecție de artă moldavă 1978-2002

## Expoziții

### Expoziții personale
- 1964: Sala de Expoziții a Direcției Cultură, Chișinău
- 1974: Uzina Vibropribor, Chișinău, RM
- 1979: Cinematograful Biruința, Chișinău, RM
- 1984: Muzeul Național de Arte Plastice al Republicii Moldova, Chișinău
- 1994-1995: Muzeul Național de Arte Plastice al Republicii Moldova, Chișinău
- 1994: Galeria AvanPost, București, România
- 1995: Casa de Cultură Dondușeni, Republica Moldova
- 1997: Galeria AvanPost, București, România
- 1998: Reprezentanța ONU la Chișinău
- 1998: Biblioteca Transilvania, Chișinău
- 1999: Casa Limbii Române, Chișinău

### Expoziții reprezentative
- 1980: Chișinău, Republica Moldova; Moscova, Federația Rusă
- 1981: Moscova, Federația Rusă
- 1982: EREN, Moscova, Federația Rusă
- 1983: Artă plastică din Moldova, Expoziție ambulantă în cadrul RM
- 1984: Tehnicumul Cooperatist, Chișinău, RM
- 1985: Manej, Moscova, Federația Rusă
- 1986: Moscova, Federația Rusă
- 1987: Kiev, Ucraina
- 1988: Arta plastică din Moldova, Chișinău
- 1989: Kaunas, Lituania
- 1992: Arta plastică din Moldova, Chișinău
- 1994: Arta plastică din Moldova, Chișinău

### Expoziții reprezentative internaționale
- 1981: Arta și cultura Moldovei, Kampala, Uganda; Helsinki, Finlanda
- 1982: Arta și cultura Moldovei, Stockholm, Suedia; Bruxelles, Belgia
- 1983: Arta și cultura Moldovei, Madagascar, Madagascar; Damasc, Siria; Kabul, Afganistan;
- 1984: Arta și cultura Moldovei, Sofia, Bulgaria; Grenoble, Franța
- 1985: Arta și cultura Moldovei, Copenhaga, Danemarca
- 1986: Arta și cultura Moldovei, Vientiane, Laos; Bagdad, Irak
- 1987: Arta și cultura Moldovei, Helsinki, Finlanda; Bruxelles, Belgia; Colombo, Sri Lanka; Sofia, Bulgaria; Praga, Cehia; Cipru
- 1988: Arta și cultura Moldovei, Kathmandu, Nepal; Tunis, Tunisia; Berlin, Germania; Lisabona, Portugalia
- 1989: Arta și cultura Moldovei, Reykjavik, Islanda